# HD 126200
HD 126200 är en misstänkt variabel stjärna och vit stjärna i huvudserien i Björnvaktarens stjärnbild.
Stjärnan har visuell magnitud +5,94 och har efter närmare observationer befunnit ha konstant ljusstyrka (CST). Den misstänktes tidigare vara en förmörkelsevariabel.